# ایوبری
اِیْوْبری (به انگلیسی: Avebury) یک محوطه باستانی مربوط به دوران نوسنگی در بریتانیا است که در روستای ایوبری واقع شده‌است. ایوبری بزرگترین حلقهٔ خرسنگی در دنیا است. ایوبری به جاذبه‌ای گردشگری و مکانی با اهمیت مذهبی برای پیروان پگانیسم مدرن مبدل شده‌است. ایوبری نمونه‌ای از یک گرداسنگ است.